# Besheersdiep (waterschap)
Het Besheersdiep is een voormalig aflossingswaterschap in de provincie Groningen.
Het schap was opgericht om ƒ 5000 bijelkaar te brengen om het Besheerdiep (tegenwoordig Visvlieterdiep) te kunnen onderhouden. De schappen de Besheerpolder, Bombay, Doezum en Opende, de Grootegastermolenpolder, de Martinuspolder, de Lutjegastermolenpolder, de Oude Leij, de Sebaldebuurstermolenpolder, de Van der Veenpolder, de Westerhornermolenpolder, de Westzandemermolenpolder en de Zuidpolder waren belanghebbend en maakten deel uit van het waterschap. Toen het geld na twee jaar binnen was, werd het schap opgegeven.
Waterstaatkundig gezien ligt het gebied sinds 2000 binnen dat van het wetterskip Fryslân.